# オーベルヴィリエ＝パンタン＝キャトル・シュマン駅
オーベルヴィリエ＝パンタン＝キャトル・シュマン駅（オーベルヴィリエ＝パンタン＝キャトル・シュマンえき、仏: Aubervilliers - Pantin - Quatre Chemins）は、フランス・パリ市の北に位置するオーベルヴィリエ市ならびにパンタン市に跨る、メトロ（地下鉄）7号線の駅。

## 概要
パリの北側に位置するオーベルヴィリエ市とパンタン市の二つのコミューン（地方自治体の最小単位）に跨る。1979年10月4日、メトロ7号線がポルト・ド・ラ・ヴィレット駅からラ・クールヌーヴ＝ユイ・メ・ミルヌフサンキャラントサンク駅まで延伸されたのに伴い開設された。駅名のキャトル・シュマン（「四本道」の意）は、駅の所在する両市の境界線となる旧フランドル街道（現在のフランス国道2号に相当）上にあった交差点の旧跡の名前に由来する。

## 歴史
- 1979年10月4日 - 7号線の延伸に伴い開設。

## 駅構造
相対式ホーム2面2線を有する地下駅。

## 利用状況
2011年の乗車人員は7,356,008人。2013年の乗車人員は7,051,944人で、これはパリメトロの駅の中では40番目の多さである。

## 利用可能な鉄道路線
- パリメトロ
  -  7号線

## 駅周辺

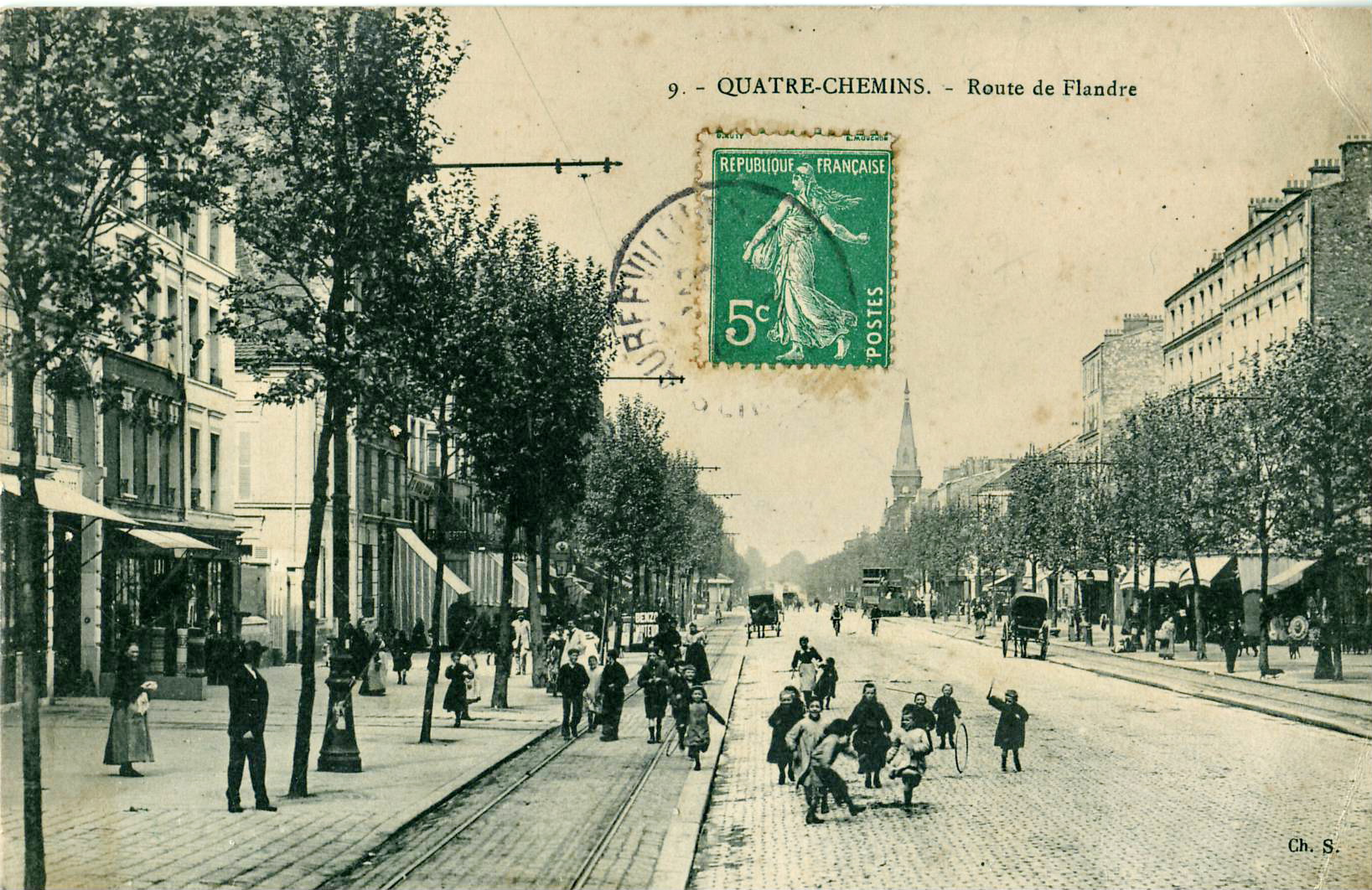
第一次世界大戦前のキャトル・シュマン地区で現在のフランス国道2号を写したポストカード。道路の両脇にトラムの軌道が走っているのが見える。メトロ7号線の開通以前から、地名の由来となった4本の道すべてに公共交通の路線が通じていた。

駅のあるキャトル・シュマン地区はオーベルヴィリエとパンタン両コミューンの境界付近に位置する活気のある地区で、ラ・ヴィレット門にもほど近い。駅直上のフランス国道2号沿いにはキャトル＝シュマン・サン＝マルテ教会もある。
かつては国道2号の道路両脇にトラムの軌道が走っていた。またキャトル・シュマンの交差点では、オーベルヴィリエとパンタンを結ぶ別系統のトラム軌道が国道2号の軌道と交差していた。

## バス路線
パリ交通公団 (RATP) の路線バス150・152・170・249・330系統の計5系統が運行されており、夜間にはノクティリアン（フランス語版）の深夜バスN42系統の運行も設定されている。

## 隣の駅
パリメトロ
 7号線
フォール・ドーベルヴィリエ駅 （Fort d'Aubervilliers） - オーベルヴィリエ＝パンタン＝キャトル・シュマン駅 - ポルト・ド・ラ・ヴィレット駅（Porte de la Vilette）